# Castelo de Châteaudun

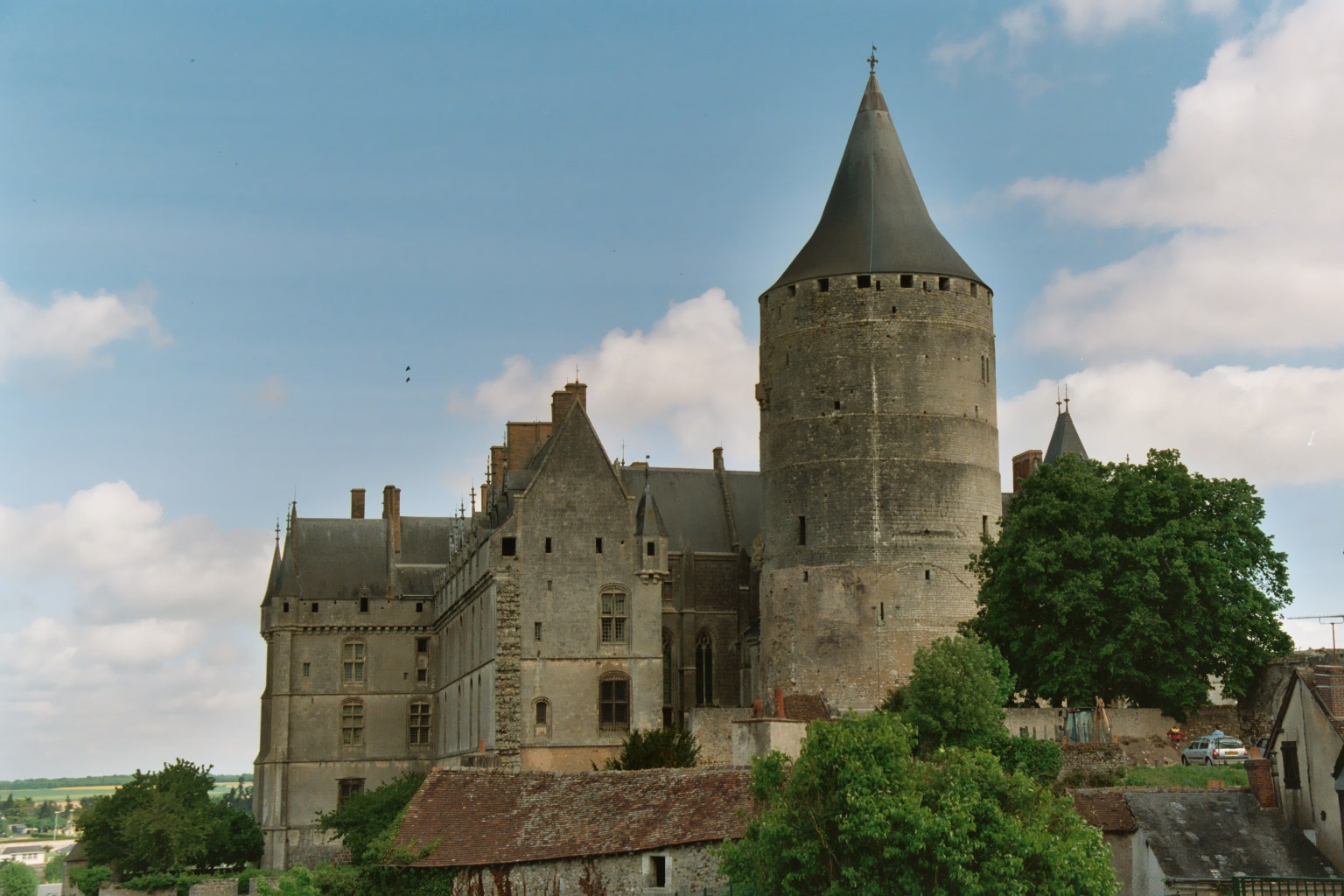
Aspecto geral do Castelo de Châteaudun.

O Castelo de Châteaudun (em francês: Château de Châteaudun) é um castelo, construído entre o século XV e o século XVI, que se localiza na cidade de Châteaudun, no departamento de Eure-et-Loir, França. Juntamente com o castelo de Montsoreau (1453) e o palácio Jacques-Cœur (1451), Châteaudun é um dos primeiros exemplos da arquitetura renascentista na França.
O edifício encontra-se sobre um afloramento calcário, tendo vista sobre o rio Loire.
Jean de Dunois, membro ilegítimo da Casa de Orleães e maître des lieux ("mestre dos lugares"), deu muito ao fausto desta residência. Recebeu o castelo como recompensa dos seus actos por ter precipitado a libertação do seu irmão Carlos de Orleães, prisioneiro dos ingleses.
O Castelo de Châteaudun está classificado como Monumento Nacional desde Julho de 1918 , tendo sido reformado na década de 1930.

## História

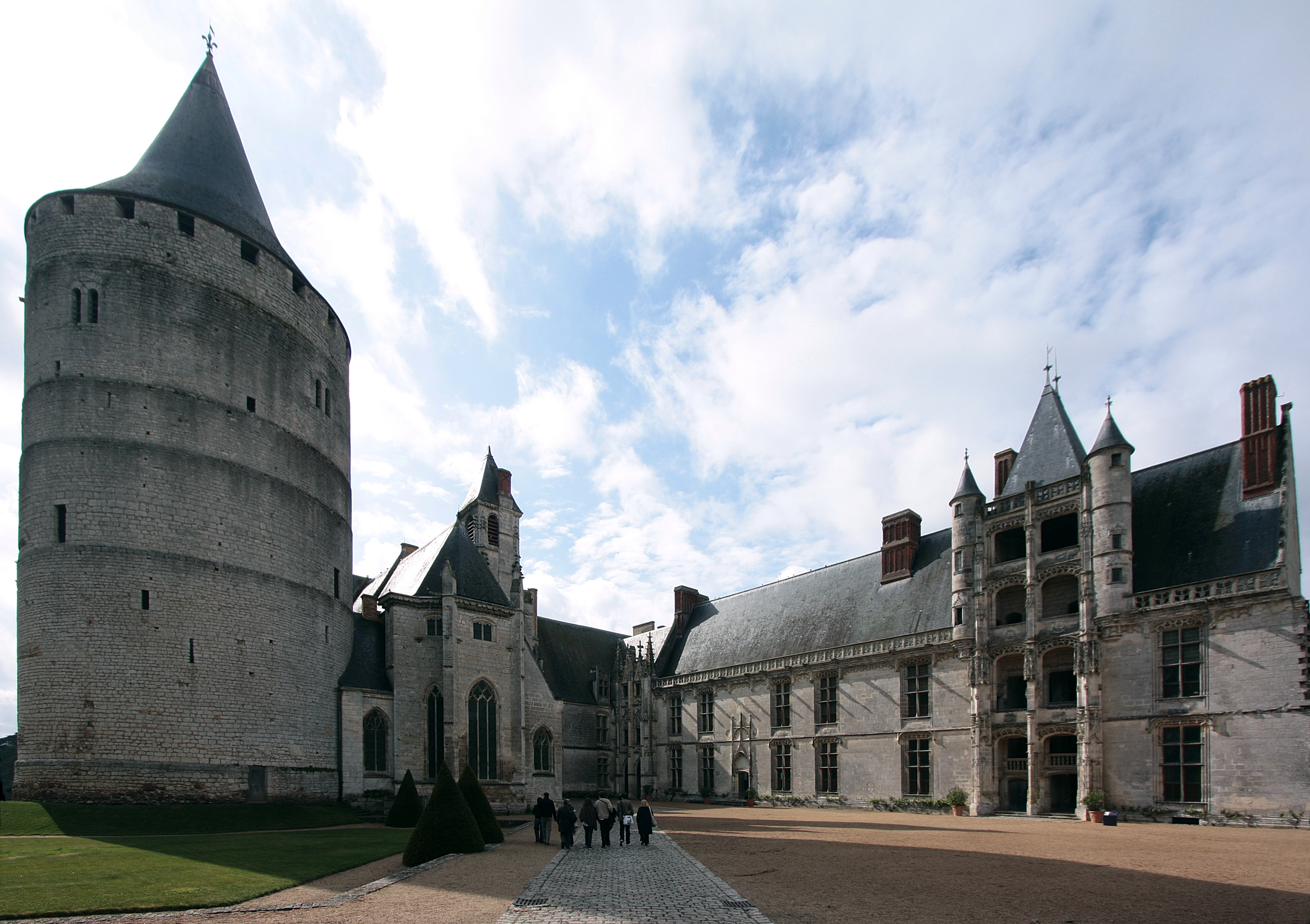
Pátio do Castelo de Châteaudun, com a torre de menagem, a capela e a Ala Longueville à direita.

A primeira menção nos registos históricos a um castelo neste lugar dizem respeito a uma fortaleza reconstruída por Thibaud-le-Tricheur no início do século X após a sua destruição pelos normandos. A partir de então, Châteaudun pertenceu por quatro séculos aos poderosos Condes de Blois. O Conde Teobaldo V construíu a torre de menagem por volta de 1170. 
Em 1391, Luís de Orleães, irmão do Rei Carlos VI, comprou a Gay II de Chatillon os Condados de Blois e Dunois, ampliando deste modo o seu Ducado Orleanense. Após o assassinato de Luís pelo seu tio João Sem Medo, Duque da Borgonha,  Blois, Orleães e Châteaudun passaram para o seu filho, Carlos de Orleães. Este caíu nas mãos britânicas no dia 25 de Outubro de 1415, durante a Batalha de Azincourt, e teve que esperar 25 anos pela sua libertação, até que os pedidos de resgate fossem atendidos. Em 1439, durante a última operação antes do fim do seu cativeiro, Carlos deu o Condado de Dunois ao seu meio-irmão, Jean de Orleães, recompensando-o assim pelas décadas de apoio contra a Borgonha e a Inglaterra.
Jean de Orleães era filho ilegítimo do Duque Luís I de Orleães e, portanto, sobrinho do Rei Carlos VI. A partir de 1451, começou a adequar às suas origens nobres o palácio de Châteaudun, a sua capital. Em 1465 os edifícios por si começados estavam quase terminadas, embora ele ainda não estivesse legitimado. Entre essas estruturas, encontra-se a Sainte-Chapelle, edificada a partir de 1451, embora só terminada em 1493, cujo coro alto foi construído entre 1451 e 1454 e a nave e a oratória entre 1460 e 1464. A ala oeste, chamada de Ala Dunois, também foi erguida pelo Bastardo de Orleães, entre 1459 e 1468. 

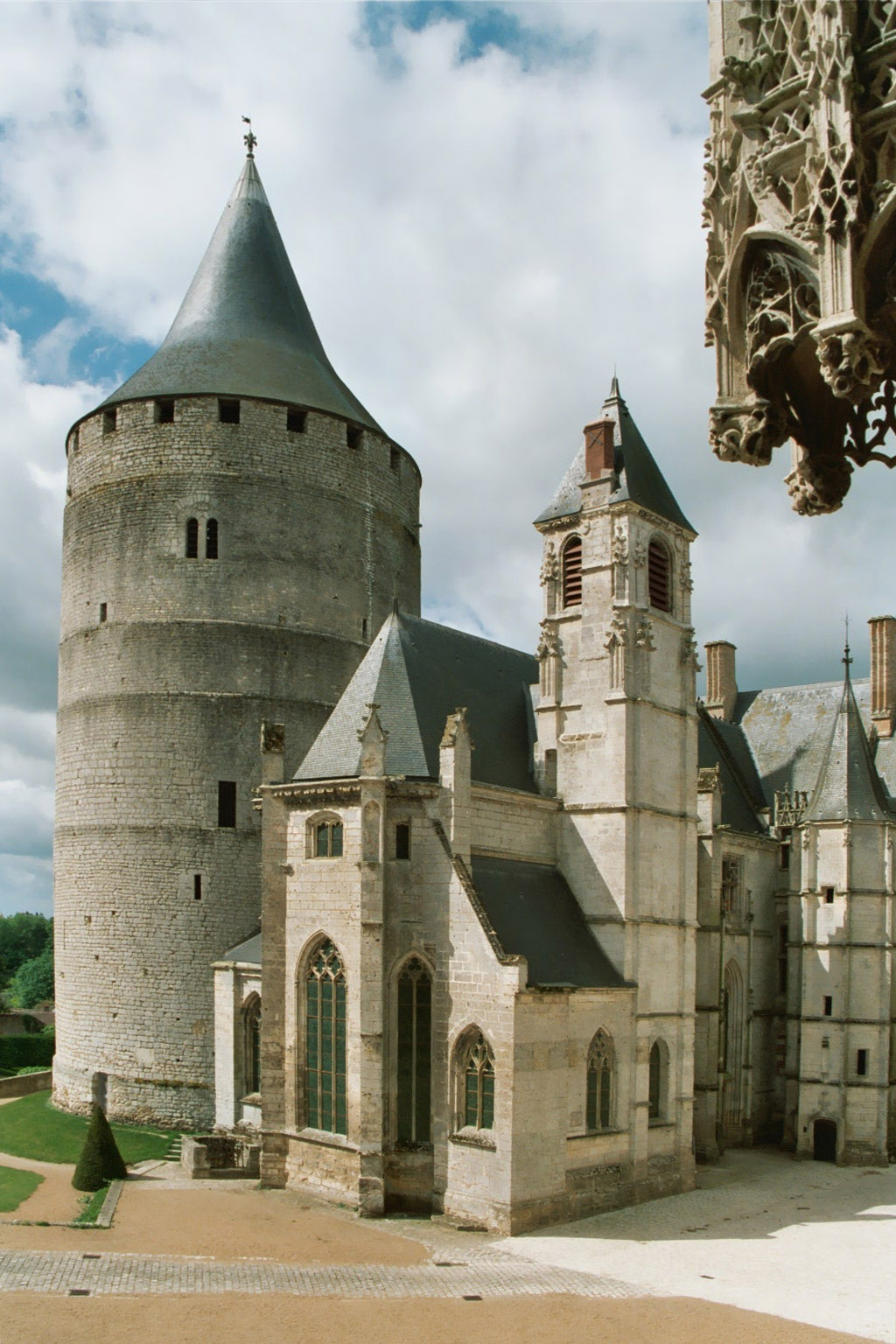
A torre de menagem e a Sainte-Chapelle.

Após o falecimento de Jean de Dunois, ocorrido em 1468, o palácio passou a ser propriedade do ramo Longueville da Casa de Valois, família que viveria no edifício até 1694. Francisco I de Orleães-Longueville começou a construção da ala norte (Ala Longueville), que se prolongaria entre 1469 e 1491. Os andares superiores foram adicionados por Francisco II de Orleães-Longueville e pelos seus descendentes durante o primeiro quartel do século XVI. A torre sineira foi erguida em 1493.
Em 1836, o domínio foi visitado pela Duquesa de Dino, sobrinha de Talleyrand, que escreve sobre o castelo:
Parei em Chateaudun para ali visitar, em detalhe, todo o velho castelo, até às cozinhas e masmorras; através duma degradação quase completa, ainda se encontram belas partess, e a vista é bonita. O príncipe (Adrien) de Laval veio ao meu encontro e trouxe-me aqui na sua carruagem; ele fez deste um lugar encantador, arranjado com gosto, pesquisa e magnificência. O sítio é belo, e a parte gótica do castelo, bem conservada e habilmente restaurada (...) ele tem um excelente arquitecto, então, é o Barão de Montmorency que arranjou o pátio, e ele teve alguns conselhos da minha parte na reunião dos salões (...) uma das maiores ridicularidades que conheço: Adrien tem a ordem do Espírito Santo e já não a usa, ele tinha várias: o que é que ele imaginou fazer? Mandou-as costurar no meio das colchas em veludo que cobrem as principais camas do seu castelo!— Duquesa de Dino, 1 e 2 de Agosto de 1836, Chronique de 1831 à 1862

## Arquitectura

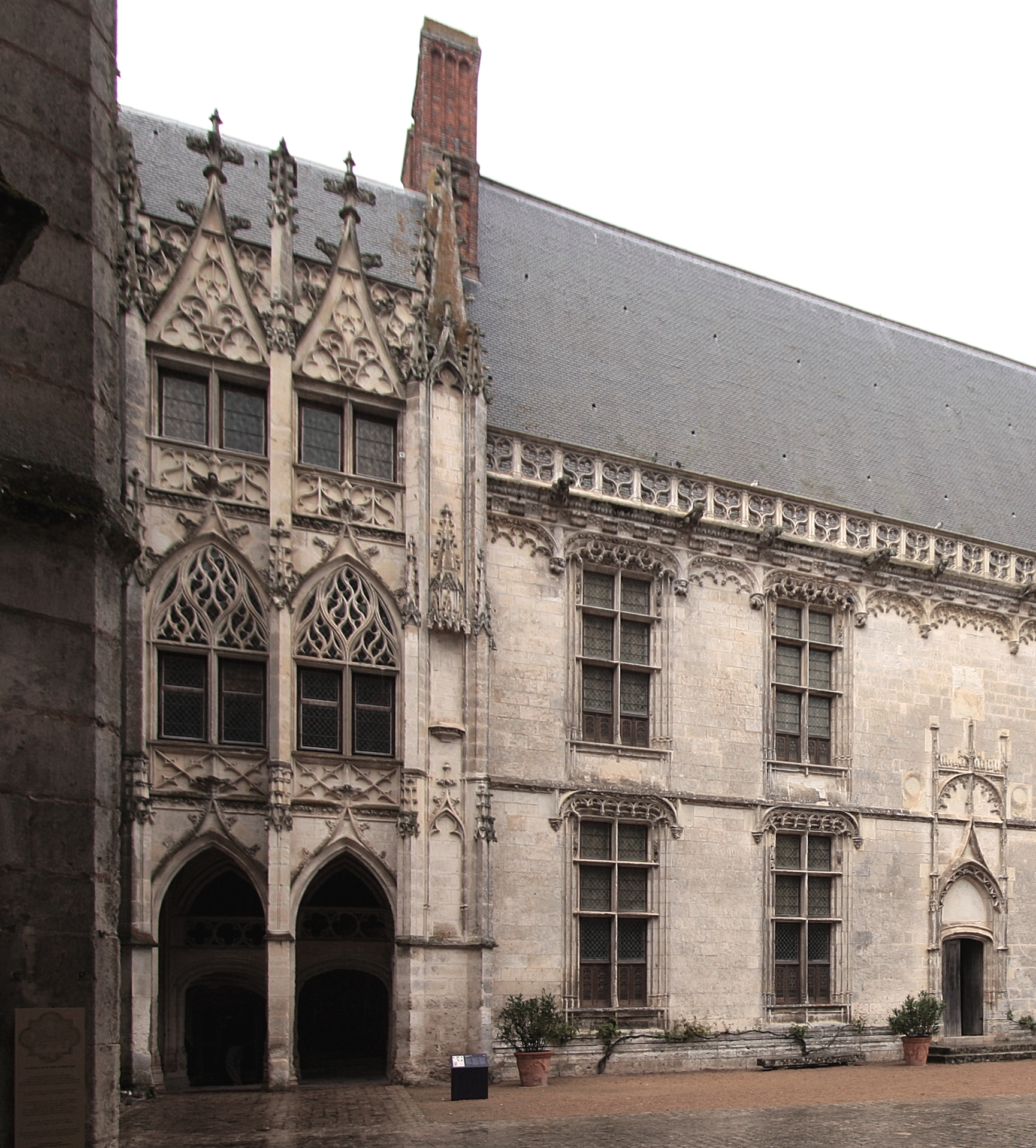
Zona de ligação entre a Ala Dunois e a Ala Longueville.

Como o castelo de Montsoreau, o castelo de Châteaudun apresenta-se aos visitantes como uma síntese dos estilos gótico e renascentista, confortável e luminoso. Convertido durante o Renascimento numa confortável residência, o corpo principal do edifício é coberto pelo estilo gótico. Possui ainda uma escadaria deste período, finamente esculpida. 
Do século XII sobreviveu a torre de menagem atribuída ao Conde Teobaldo V; esta tem um diâmetro de 17 metros e uma altura de 31. Acomoda dois andares, com adarves alojados no seu interior. Mais tarde, foi instalado um tecto curvo sobre as ameias da parte superior da torre. A entrada fica localizada dez metros acima do solo e leva a uma sala situada no piso superior; o piso de baixo é alcançado através duma abertura na própria abóbada. 
À torre de menagem fica adossada a capela reconstruída entre 1451 e 1493. O edifício é composto por duas capelas sobrepostas, uma para os senhores e outra para os criados, e ainda por uma torre quadrada. A capela inferior consiste numa grande janela com pequenas colunas perfuradas no coro e numa nave com abóbada de nervuras em três vãos. A traceria da janela apresenta o estilo flamboyant. Até à revolução, foi conservada na Sainte-Chapelle uma relíquia da Paixão: um pedaço da Santa Cruz dada pelo rei a Dunois no ano de 1456. Da decoração, em tempos rica, apenas estão preseradas quinze estátuas quatrocentistas dos ateliers do Loire. Estão representados os santos que foram especialmente referenciados pela família Dunois. Na parede do oratório sul da Sainte-Chapelle está pintado um majestoso afresco, representando o Julgamento Final, datado de 1468.

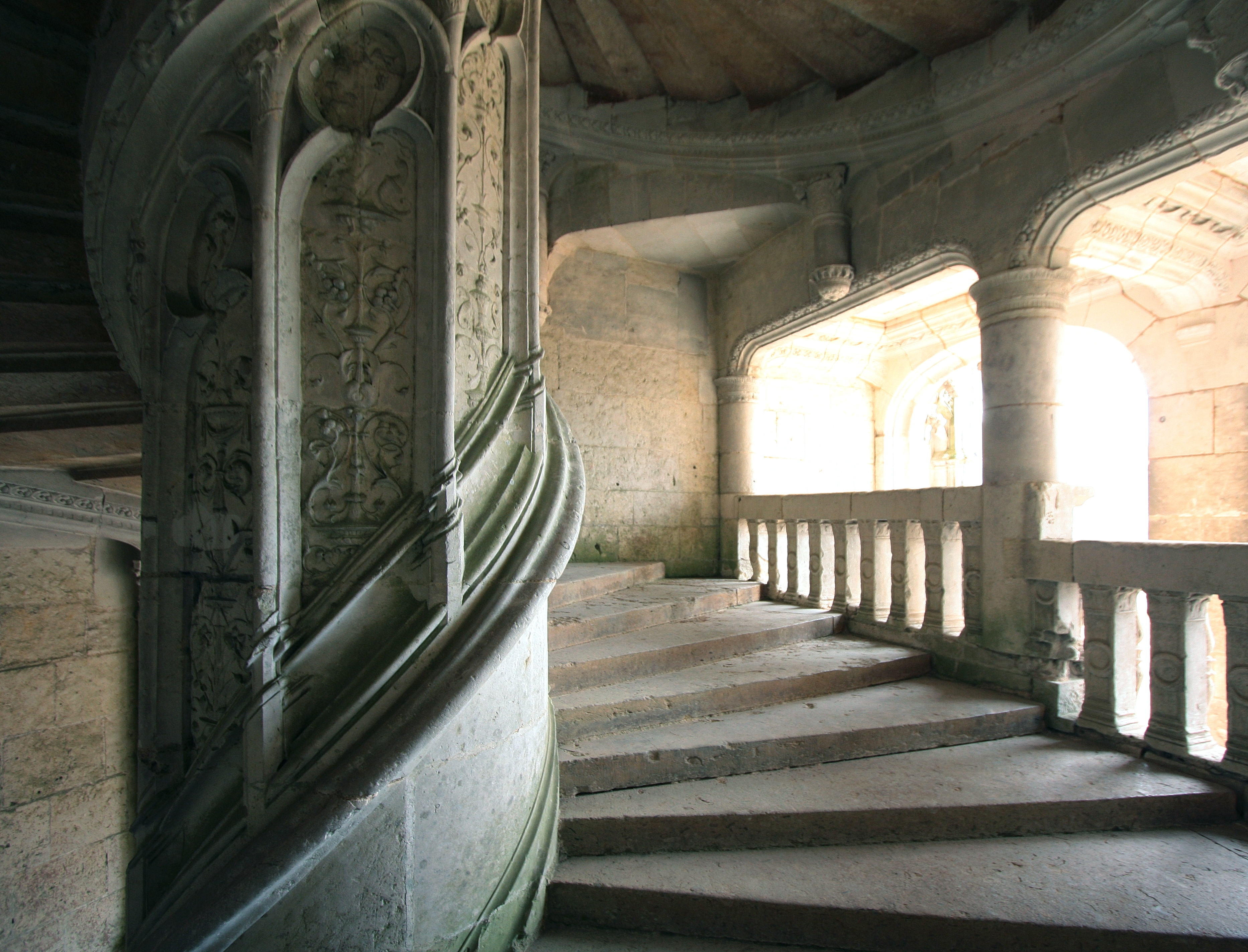
A grande escadaria renascentista da Ala Longueville.

Voltada para o Loire, a Ala Dunois foi construída entre 1459 e 1469. Possui três andares e dois pisos de caves. O piso térreo da ala residencial norte é constituído por várias salas, entre as quais uma que, pela sua decoração com lírios e coroação com letras "L", lembra a estadia de Luís XIV no palácio em 1682 e 1685. Uma grande escadaria em espiral completa a ala; trata-se dum marco no desenvolvimento da arquitectura das escadas e é semelhante à escadaria construída por Carlos V no Palais du Louvre.
A última parte do complexo de edifícios foi construída depois da morte de Dunois. O seu filho, François de Longueville, terminou a ala oeste e continuou a construção da ala norte, finalmente concluída pelo seu sucessor, François II de Longueville. A rica ornamentação da sua fachada mostra influências do Renascimento então emergente. A grande escadaria renascentista mostra nos lintéis dos vários níveis, nos capitéis e nas consolas figurativas uma decoração italiana que é, em alguns aspectos, precursora da escadaria de Francisco I no Château de Blois. A grande sala do piso inferior tem duas lareiras; uma delas é dominada por um veado adormecido.

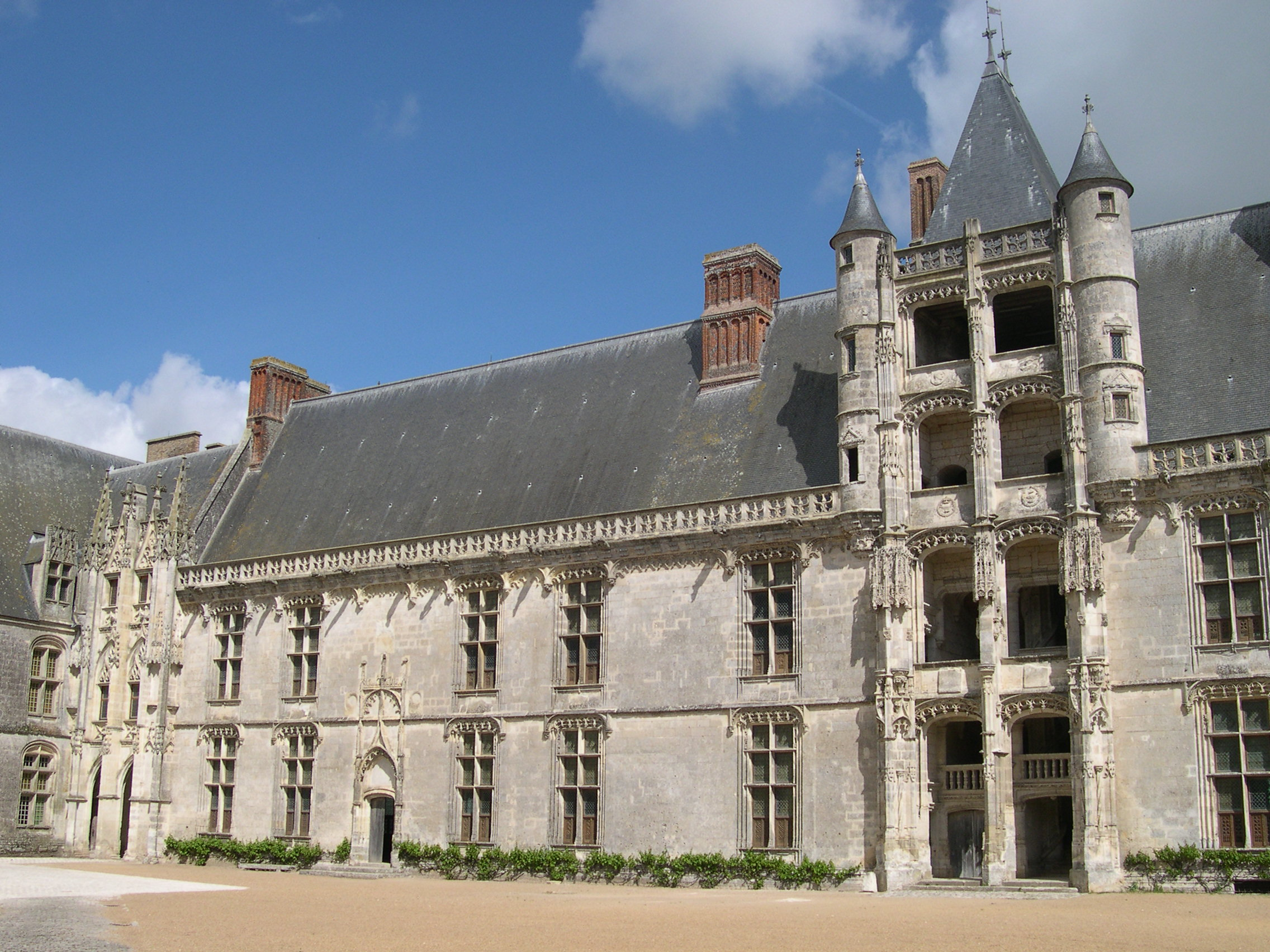
A Ala Longueville
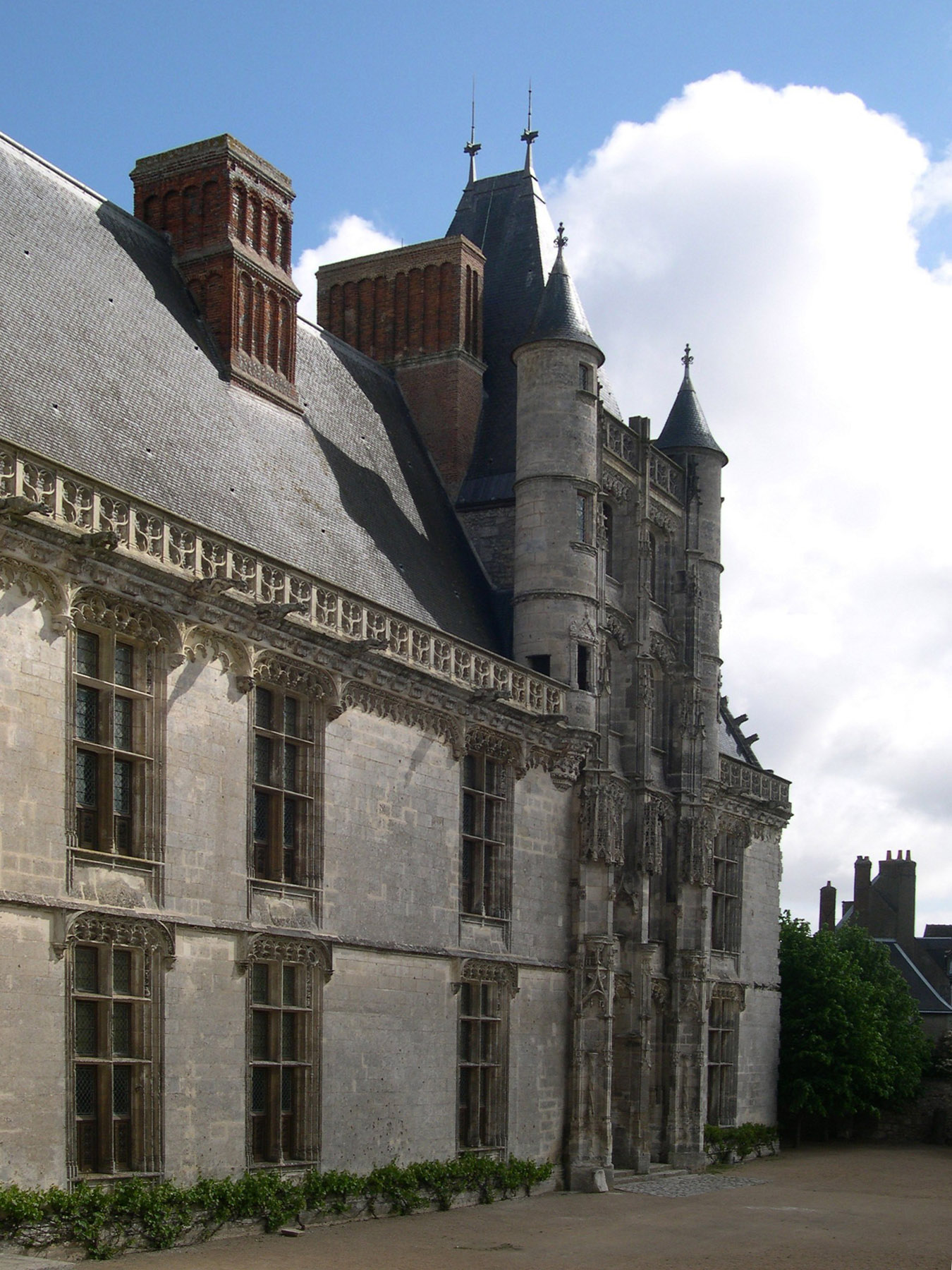
Aspecto exterior da Ala Longueville
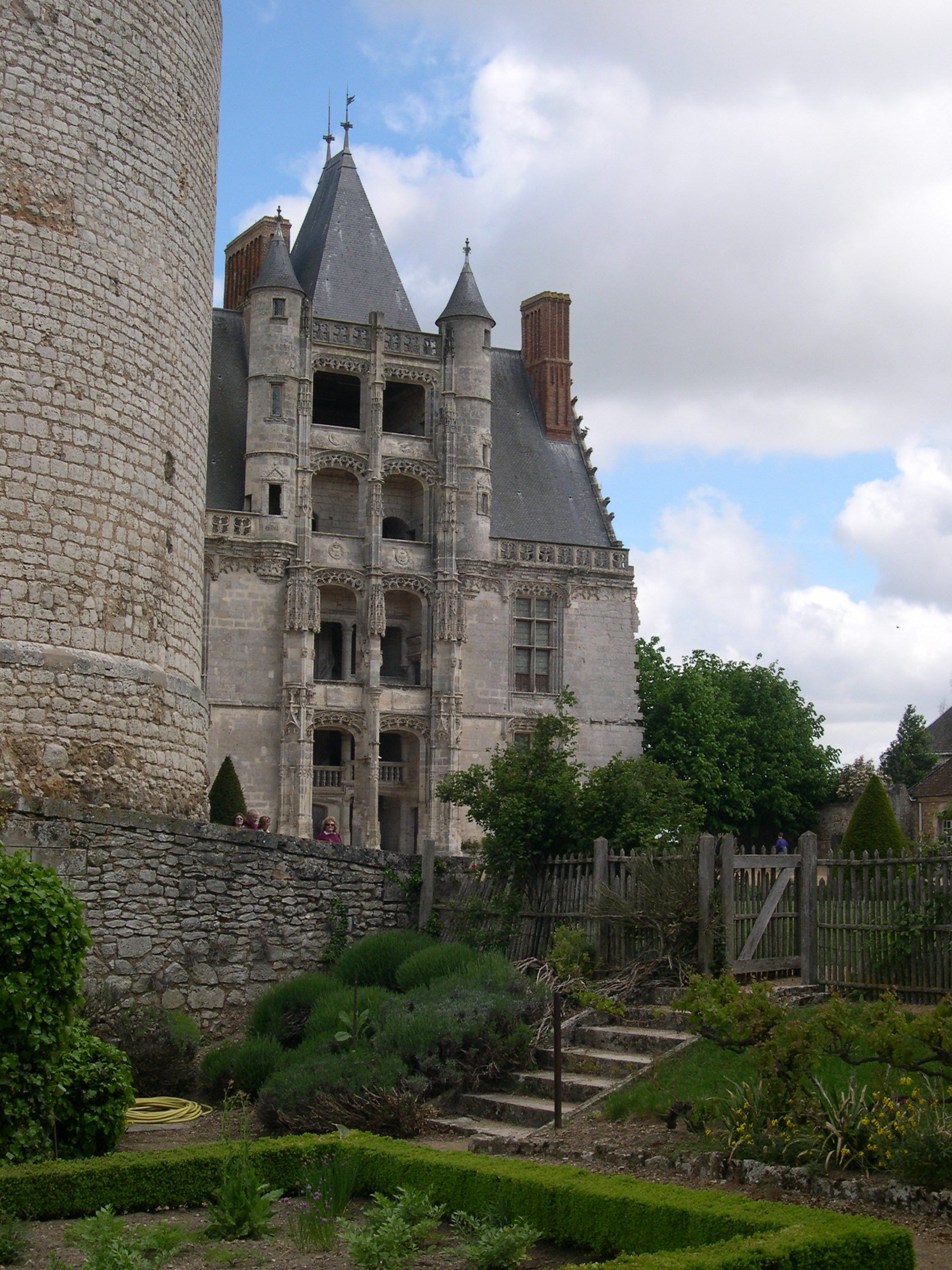
Vista parcial do palácio e jardim
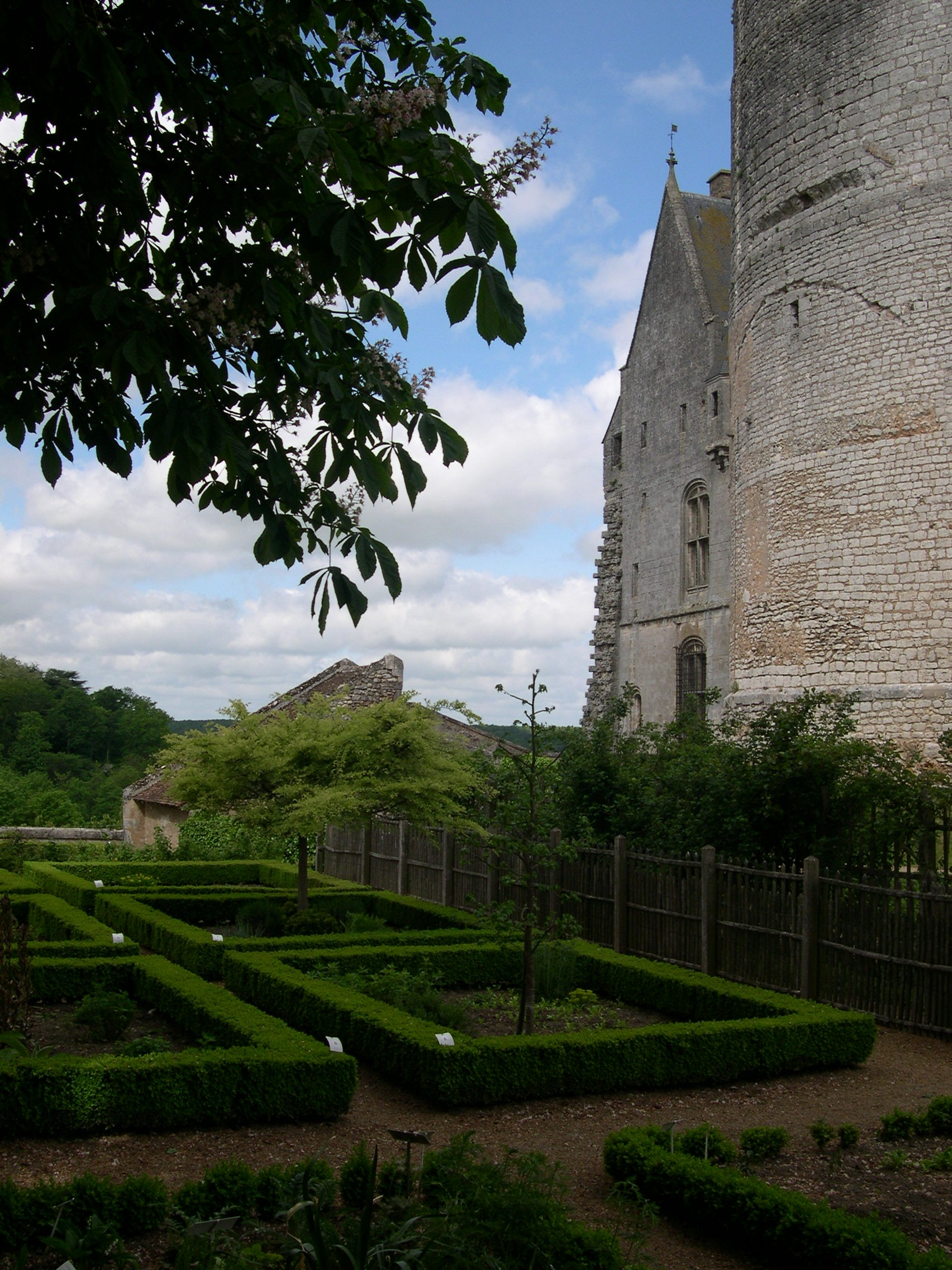
Vista parcial do palácio e jardim
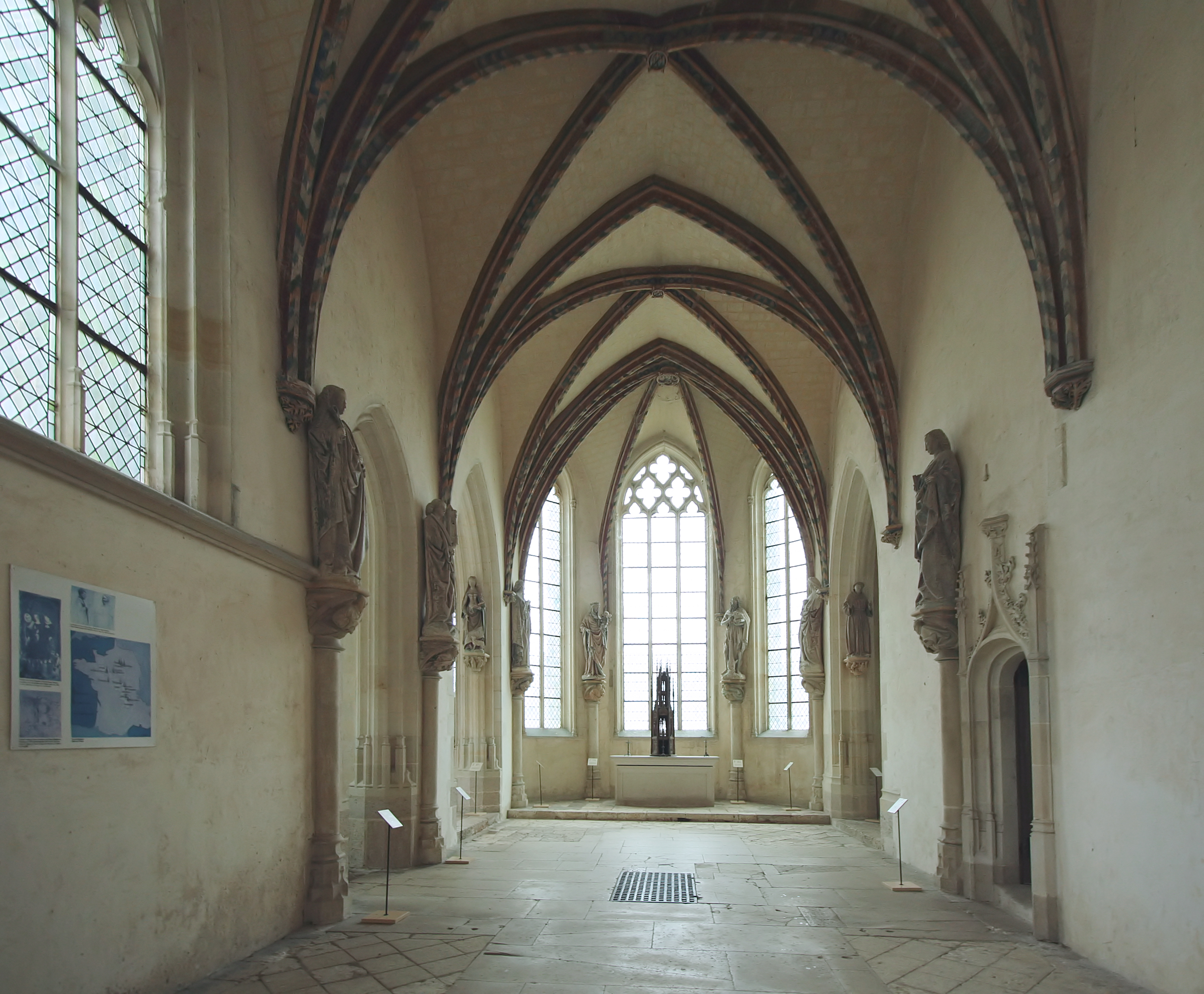
Interior da capela
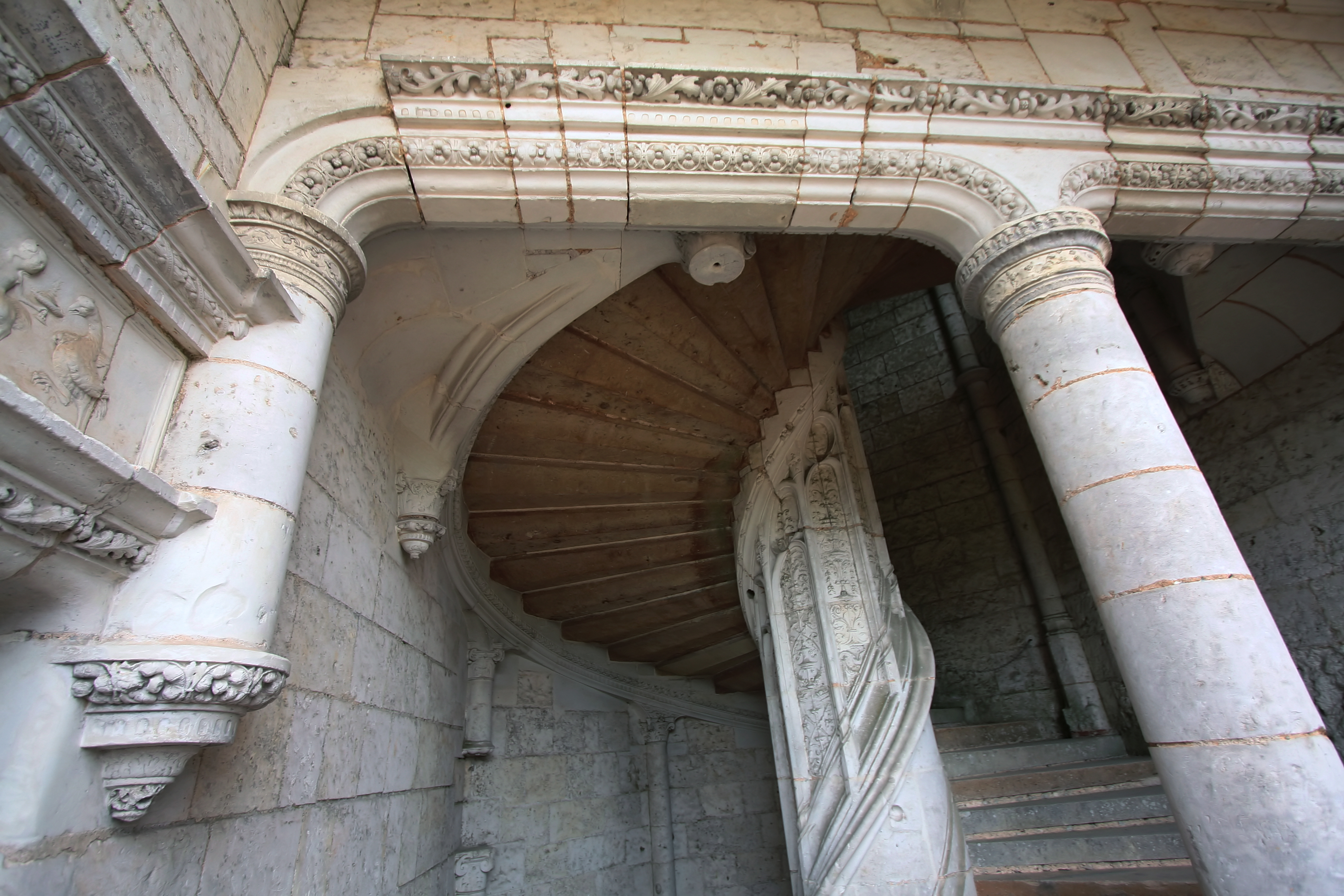
Detalhe da escadaria renascentista
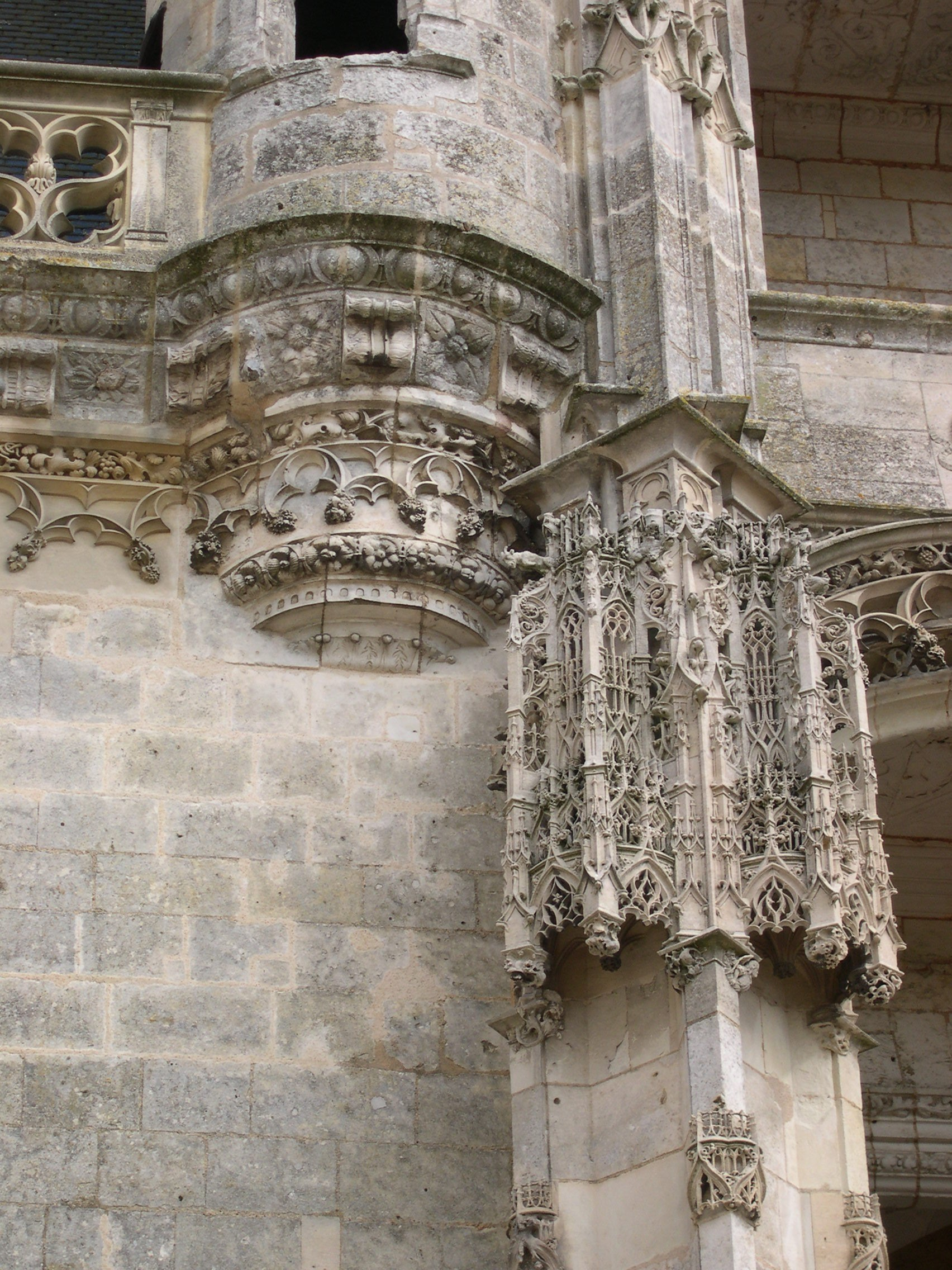
Detalhe da Ala Longueville
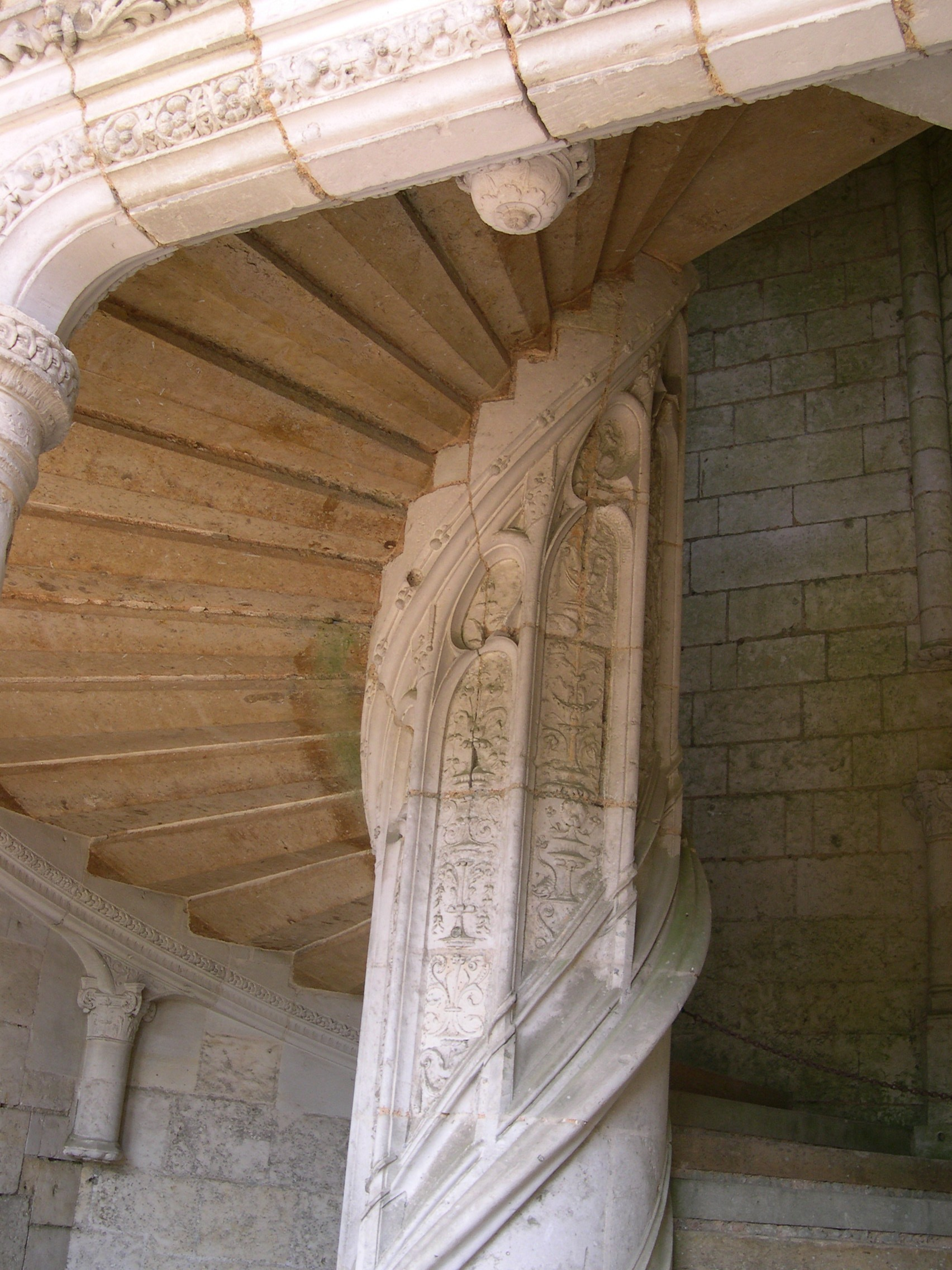
Detalhe da escadaria renascentista
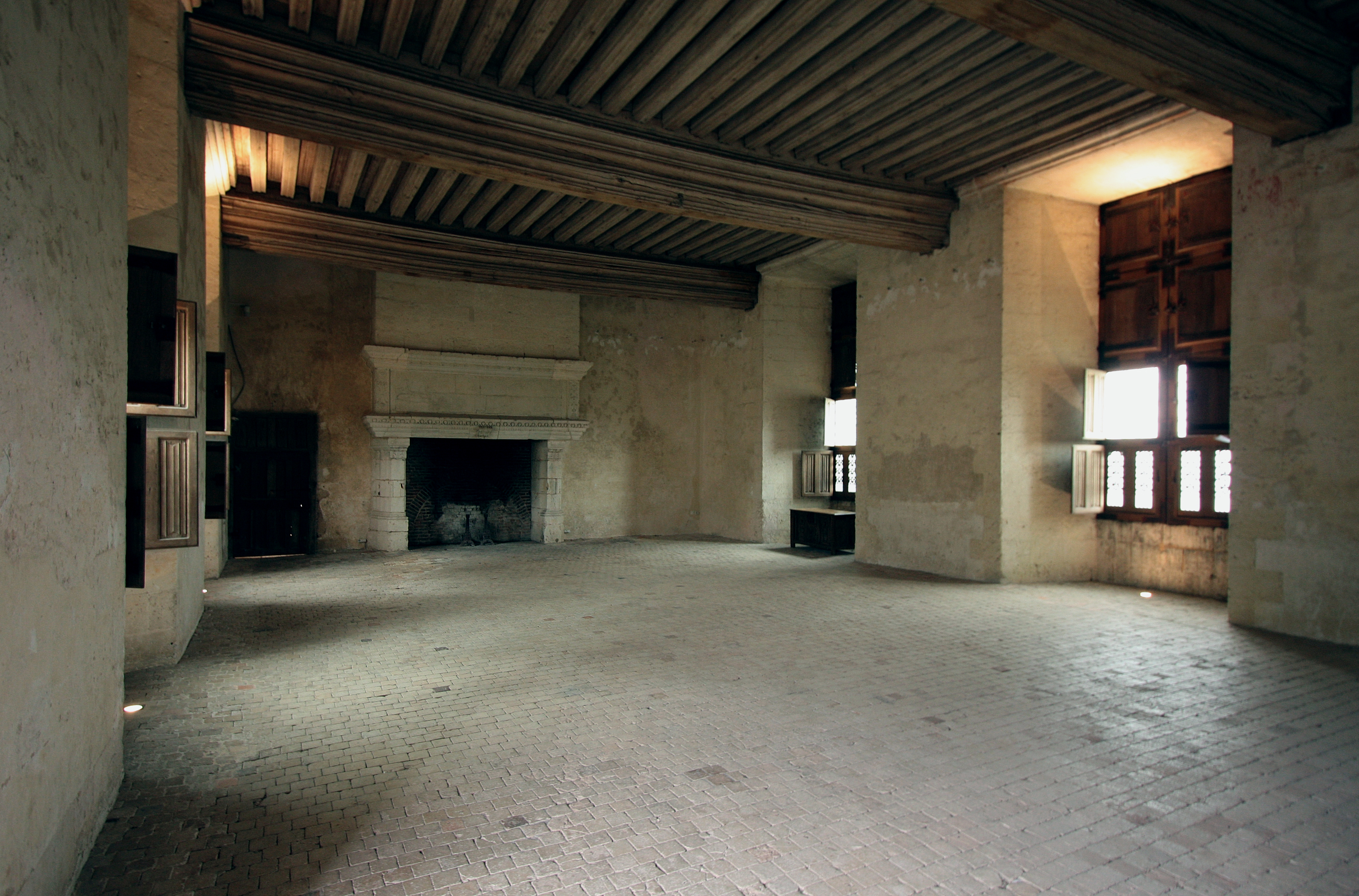
A grande sala no piso baixo da Ala Longueville
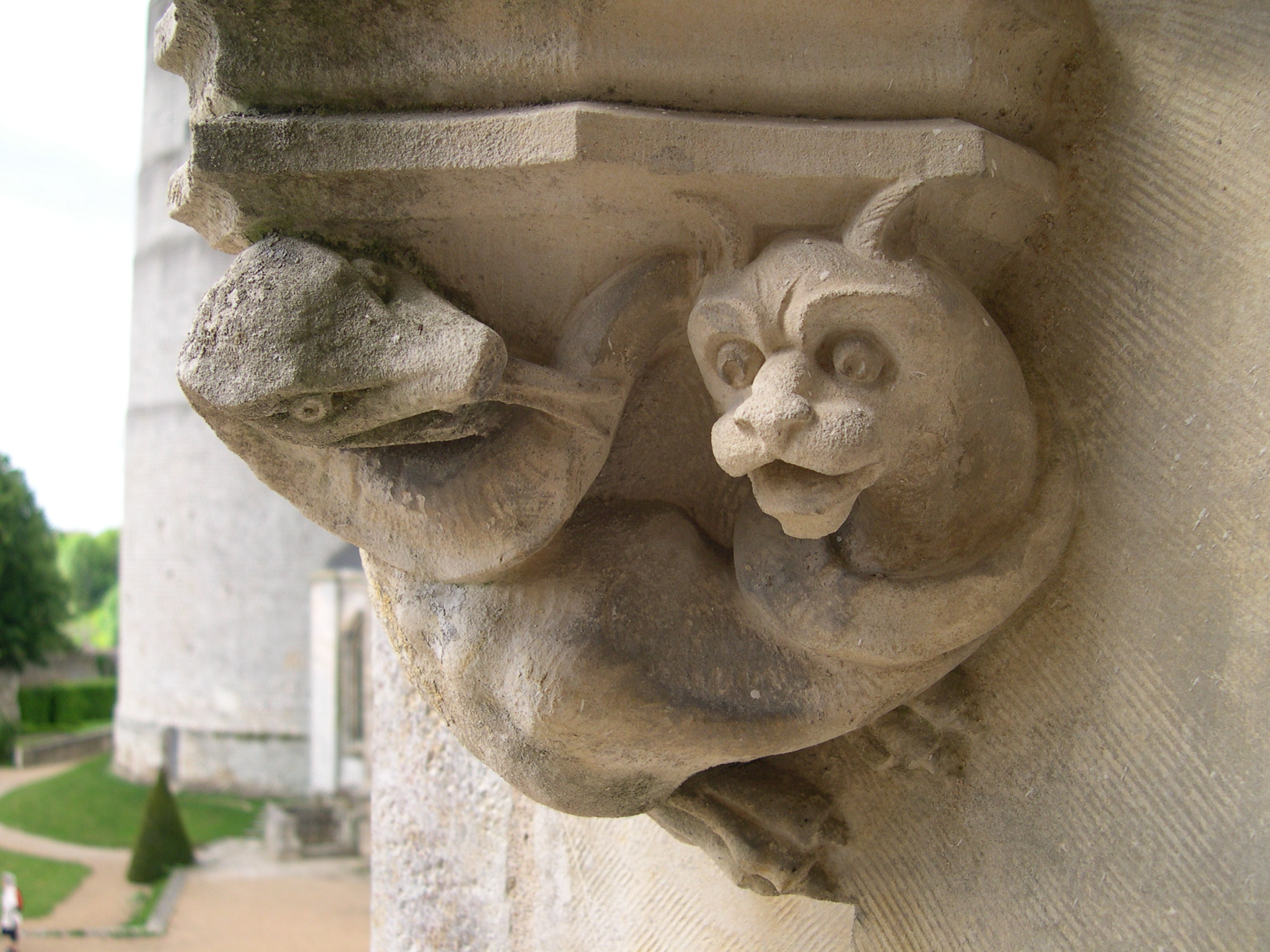
Detalhe de escultura